# Белорусија на Светском првенству у атлетици у дворани 2016.
Белорусија је учествовала на 16. Светском првенству у атлетици у дворани 2016. одржаном у Портланду од 17. до 20. марта, тринаести пут, односно учествовала је под данашњим именом на свим првенствима од 1993. до данас. Делегацију Белорусије представљало је 6 спортиста (1 мушкарац и 5 жена), који су се такмичили у шест дисциплина. ·
На овом првенству Белорусија није освојила ниједну медаљу, а постигнзут је један најбољи резултат сезоне.
У табели успешности према броју и пласману такмичара који су учествовали у финалним такмичењима (првих 8 такмичара) Белорусија је са једном такмичарком у финалу делила 40. место са 3 бода.
| Плас. | Земља      | 1. место | 2. место | 3. место | 4. место | 5. место | 6. место | 7. место | 8. место | Бр. финал. | Бод. |
| ----- | ---------- | -------- | -------- | -------- | -------- | -------- | -------- | -------- | -------- | ---------- | ---- |
| =40.  | Белорусија | 0        | 0        | 0        | 0        | 0        | 1        | 0        | 0        | 1          | 3    |

## Учесници
| Мушкарци: - Максим Линша — 60 м препоне | Жене: - Алина Талај — 60 м препоне - Свјатлана Куџелич — 60 м препоне - Настасија Мирончук-Иванова — Скок удаљ - Ирина Васкоуска — Троскок - Алиона Дубицка — Бацање кугле |  |

## Резултати

### Мушкарци
| Атлетичар    | Дисциплина   | Лични рекорд | Квалификације | Квалификације | Полуфинале           | Полуфинале           | Финале               | Финале        | Детаљи                                   |
| Атлетичар    | Дисциплина   | Лични рекорд | Резултат      | Место         | Резултат             | Место                | Резултат             | Место         | Детаљи                                   |
| ------------ | ------------ | ------------ | ------------- | ------------- | -------------------- | -------------------- | -------------------- | ------------- | ---------------------------------------- |
| Максим Линша | 60 м препоне | 7,58         | 7,77          | 5. у гр. 2    | Није се квалификовао | Није се квалификовао | Није се квалификовао | 20. / 27 (28) | Архивирано на веб-сајту (22. април 2016) |

### Жене
| Атлетичарка               | Дисциплина   | Лични рекорд | Квалификације | Квалификације | Финале   | Финале        | Детаљи                                  |
| Атлетичарка               | Дисциплина   | Лични рекорд | Резултат      | Место         | Резултат | Место         | Детаљи                                  |
| ------------------------- | ------------ | ------------ | ------------- | ------------- | -------- | ------------- | --------------------------------------- |
| Алина Талај               | 60 м препоне | 7,85 НР      | 7,96 ЛРС      | 2. у гр. 1 КВ | 8,00     | 6. / 18 (19)  |                                         |
| Свјатлана Куџелич         | 3.000 м      | 8:48,02      |               |               | 9:17,45  | 11. / 13 (14) | Архивирано на веб-сајту (22. март 2016) |
| Настасја Мирончик Иванова | Скок удаљ    | 6,84         | 6,57          | 10. / 14 (16) |          |               |                                         |
| Ирина Васокоуска          | Троскок      | 14,23        | 13,28         | 13. / 14 (15) |          |               |                                         |
| Алиона Дубицка            | Бацање кугле | 18,34        | 17,45         | 9. / 11       |          |               |                                         |